# 메콩강 위원회
메콩강 위원회(Mekong River Commission)는 메콩강 하류 유역의 수자원과 관련된 개발을 조정하기 위하여 1957년에 ESCAP의 전신인 ECAFE의 제안으로 태국, 라오스, 베트남, 캄보디아 등 4개국이 설립한 정부간 기관이나, 1978년에 태국, 라오스, 베트남 3개국이 잠정 메콩강위원회를 설립하여 운영하고 있다.